# Mariage homosexuel au Royaume-Uni
- Mariage homosexuel
- Autre type de partenariat (ou concubinage)
- Cohabitant enregistré
- Mariage reconnu dans une mesure limitée mais non célébré
- Unions de personnes de même sexe non reconnues
- Mariage interdit par la Constitution

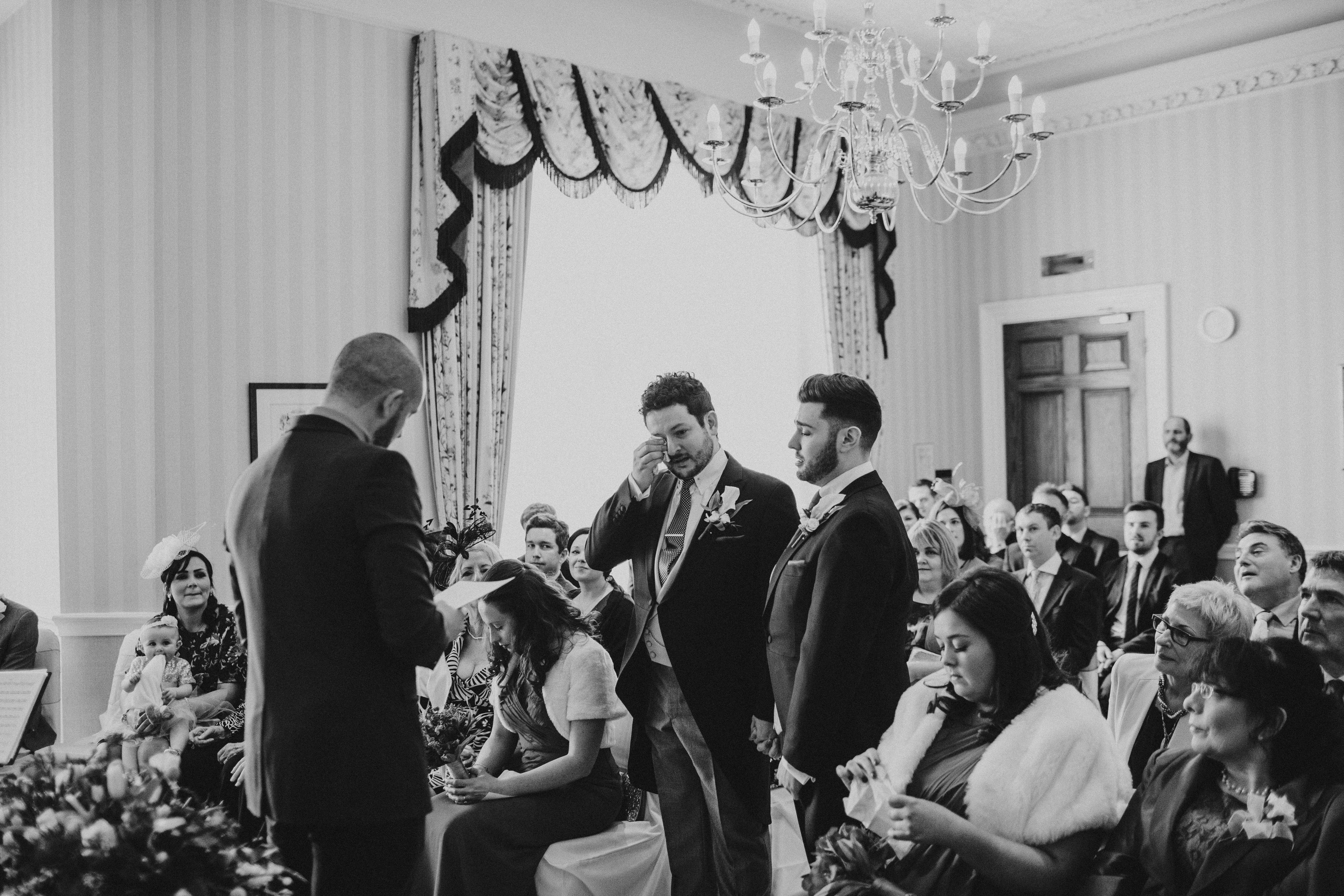
Célébration d'un mariage homosexuel au Royaume-Uni, 21 février 2015.

Le mariage homosexuel est légal au Royaume-Uni, dans ses territoires d'outre-mer à l'exception d'Anguilla, des Bermudes, des îles Turques-et-Caïques, des îles Vierges britanniques et de Montserrat, ainsi que dans les dépendances de la Couronne.
En raison de la dévolution du pouvoir, la situation est différente selon les nations constitutives et les territoires d'outre-mer. Le mariage entre personnes du même sexe (en anglais same-sex marriage) a été légalisé :
- en Angleterre et au pays de Galles par une loi du 17 juillet 2013 adoptée par le Parlement du Royaume-Uni ;
- en Écosse par une loi du 4 février 2014 du Parlement écossais ;
- le 3 juin 2014 à Akrotiri et Dhekelia, en Géorgie du Sud-et-les îles Sandwich du Sud ainsi que dans le territoire britannique de l'océan Indien ;
- le 14 mai 2015 aux Îles Pitcairn ;
- sur l'Île de Man par une loi du 22 juillet 2016 du Tynwald ;
- le 13 octobre 2016 dans le Territoire antarctique britannique ;
- à Gibraltar, le 15 décembre 2016 ;
- le 1er janvier 2017 sur l'Île de l'Ascension ;
- le 2 mai 2017 au Bailliage de Guernesey ;
- le 1er juillet 2018 à Jersey ;
- dans les îles Caïmans, le 29 mars 2019 ;
- en Irlande du Nord le 13 janvier 2020 ;
- à Sercq, le 23 avril 2020.

Alternativement, les couples homosexuels du Royaume-Uni peuvent depuis décembre 2005 conclure un partenariat civil (civil partnership) qui leur accorde la grande majorité des droits dont bénéficient les couples mariés, en particulier celui d'adopter des enfants.

## Nations

### Angleterre et pays de Galles
Fin 2012, le gouvernement Cameron (coalition entre le Parti conservateur et les Libéraux démocrates au pouvoir après les élections de 2010) annonce vouloir autoriser le mariage homosexuel en Angleterre et au pays de Galles. Le projet du gouvernement prévoit d'autoriser également les mariages religieux entre personnes du même sexe,. Il est adopté en seconde lecture à la Chambre des communes le 5 février 2013,. En troisième lecture le 21 mai, le texte est adopté par 366 voix contre 161 puis il est approuvé le 15 juillet par la Chambre des lords.
Le 17 juillet, la loi reçoit la sanction royale, autorisant les couples de même sexe à se marier en Angleterre et au pays de Galles,. Ces mariages sont possibles à partir du 29 mars 2014.

### Écosse
En décembre 2012, le gouvernement écossais soumet à consultation un pré-projet de loi ouvrant le mariage aux couples de même sexe, y compris les mariages religieux pour les confessions qui le souhaitent.
Le 4 février 2014, la loi ouvrant le mariage aux couples de même sexe est votée par le Parlement écossais avec 105 voix pour et 18 contre.

### Irlande du Nord
Le 29 avril 2013, l'Assemblée d'Irlande du Nord repousse, par 53 votes contre 42, une motion visant à autoriser le mariage de personnes de même sexe dans ce territoire. Déposée par le Sinn Féin, la motion a été rejetée notamment par les partis unionistes, conservateurs.
Le 2 novembre 2015, l'Assemblée vote en faveur du mariage homosexuel mais le DUP y met son veto. Lors des élections législatives nord-irlandaises de 2017 cependant le DUP perd le seuil de 30 sièges lui permettant d'utiliser un tel veto. Ce résultat est vu comme ouvrant la voie à une possible légalisation du mariage homosexuel.
Par la loi du 24 juillet 2019 sur l'Irlande du Nord, le Parlement britannique a étendu à l'Irlande du Nord la législation sur les unions entre personnes de même sexe. Le mariage devient ainsi légal le 13 janvier 2020.

## Dépendances de la Couronne

### Île de Man
Le 9 juin 2015, le ministre en chef de l'Île de Man, Allan Bell, annonce son intention d'abroger la loi interdisant le mariage homosexuel sur le territoire. Le 21 juillet, il exclut néanmoins la tenue d'un référendum sur cette question. En novembre 2015, le ministre en chef annonce que le projet de loi ouvrant le mariage aux couples de même sexe sera discuté en première lecture au Tynwald en décembre 2015 pour une mise en œuvre en 2016.
Le projet de loi est discuté en première lecture le 2 février 2016. Le 9 février, il est adopté en seconde lecture par 18 voix contre 8 et la mesure passe la clause transitoire le 1er mars ,. Plusieurs amendements permettant aux officiers d'état civil de refuser de conclure des mariages entre personnes de même sexe sont rejetés et un amendement permettant aux couples hétérosexuels de conclure un partenariat de vie, comme pour les couples homosexuels a été adopté, renommant ainsi le projet de loi en Marriage and Civil Partnership (Amendment) Bill 2016 (Mariage et partenariat civil (amendement) Loi 2016),. Le 8 mars, le projet de loi est adopté en 3e lecture par 17 voix contre 3. Le 22 mars, le projet est adopté par le Conseil législatif par six voix contre trois puis, le 12 avril, le projet de loi est adopté en deuxième lecture par cinq voix contre trois et passe la clause transitoire avec trois amendements déposés par le Procureur général,.
Le projet de loi est adopté en dernière lecture le 26 avril 2016 par six voix contre trois et reçoit la sanction royale le 19 juillet 2016. La loi entre officiellement en vigueur le 22 juillet 2016,.

## Territoires d'outre-mer

### Akrotiri et Dhekelia
Le mariage homosexuel est légal sur les bases militaires souveraines pour le personnel britannique depuis le 3 juin 2014. Le premier mariage a lieu à Dhekelia le 10 septembre 2016. Le partenariat civil est autorisé pour les militaires et le personnel civil depuis le 7 décembre 2005.

### Bermudes
Le mariage homosexuel a été en vigueur du 5 mai 2017 au 8 février 2018 aux Bermudes. Conformément aux résultats du référendum organisé le 13 décembre 2017, l'archipel des Bermudes, territoire britannique d'outre-mer devient le premier territoire à abroger le mariage homosexuel, quelques mois seulement après son autorisation par la Cour suprême du pays.
Le 6 juin 2018, la Cour suprême rétablit le mariage homosexuel sur le territoire en déclarant son interdiction comme étant contraire à la Constitution,. Le jugement de la Cour suprême est confirmé par la Cour d'appel le 23 novembre 2018. Les Bermudes font appel auprès du Conseil privé, la plus haute cour d'appel du pays. Ce dernier juge le 15 mars 2022 que l'interdiction du mariage homosexuel n'est pas inconstitutionnelle, ce qui la rétablit.

### Îles Caïmans
Le 29 mars 2019, les Îles Caïmans légalisent le mariage homosexuel à la suite d'une décision de la Grande Cour des Îles Caïmans, prenant effet immédiat,.

### Îles Pitcairn
Depuis une ordonnance du gouverneur des Îles Pitcairn en date du 5 mai 2015, publiée le 13 mai 2015, le mariage homosexuel est légal sur ces îles, faisant de ce territoire le premier territoire britannique d'outre-mer à le légaliser. Cette légalisation se veut surtout symbolique, l'île ne comptant que 48 habitants et pas de couple de personnes de même sexe.

### Territoire antarctique britannique
Le 2 août 2016, une consultation sur une nouvelle ordonnance légalisant ainsi le mariage homosexuel est annoncée par le Bureau des Affaires étrangères et du Commonwealth. Elle s'achève le 30 septembre. L'ordonnance est proclamée le 13 octobre 2016 par le Commissaire du Territoire antarctique britannique, Peter Hayes, et prend effet immédiatement.

## Législations par Nations et territoires
| Territoire                                 | Population | Légalisation du mariage | Statuts actuels                                         |
| ------------------------------------------ | ---------- | ----------------------- | ------------------------------------------------------- |
| Akrotiri et Dhekelia                       | 14 500     | 3 juin 2014             | Mariage homosexuel légal                                |
| Angleterre                                 | 55 012 456 | 28 mars 2014            | Mariage homosexuel légal                                |
| Anguilla                                   | 13 600     | -                       | -                                                       |
| Bermudes                                   | 64 237     | 23 novembre 2018        | Mariage homosexuel légal                                |
| Écosse                                     | 5 295 000  | 16 décembre 2014        | Mariage homosexuel légal                                |
| Géorgie du Sud-et-les îles Sandwich du Sud | 30         | 3 juin 2014             | Mariage homosexuel légal                                |
| Gibraltar                                  | 32 194     | 15 décembre 2016        | Mariage homosexuel légal                                |
| Guernesey                                  | 62 431     | 2 mai 2017              | Mariage homosexuel légal Également à Aurigny et à Sercq |
| Île de l'Ascension                         | 880        | 1er janvier 2017        | Mariage homosexuel légal                                |
| Île de Man                                 | 88 733     | 22 juillet 2016         | Mariage homosexuel légal                                |
| Île Sainte-Hélène                          | 4 534      | 20 décembre 2017        | Mariage homosexuel légal                                |
| Îles Caïmans                               | 56 732     | 29 mars 2019            | Mariage homosexuel légal                                |
| Îles Malouines                             | 2 932      | 13 avril 2017           | Mariage homosexuel légal                                |
| Îles Pitcairn                              | 67         | 14 mai 2015             | Mariage homosexuel légal                                |
| Îles Turques-et-Caïques                    | 31 458     | -                       | Interdiction constitutionnelle depuis 2011              |
| Îles Vierges britanniques                  | 28 054     | -                       | -                                                       |
| Irlande du Nord                            | 1 810 863  | 13 janvier 2020         | Mariage homosexuel légal                                |
| Jersey                                     | 97 857     | 1er juillet 2018        | Mariage homosexuel légal                                |
| Montserrat                                 | 4 900      | -                       | Interdiction constitutionnelle depuis 2010              |
| Pays de Galles                             | 3 063 456  | 28 mars 2014            | Mariage homosexuel légal                                |
| Territoire antarctique britannique         | 0          | 13 octobre 2016         | Mariage homosexuel légal                                |
| Territoire britannique de l'océan Indien   | 3 000      | 3 juin 2014             | Mariage homosexuel légal                                |
| Tristan da Cunha                           | 266        | 4 août 2017             | Mariage homosexuel légal                                |